# 갯마을 (1985년 드라마)
《갯마을》은 MBC TV에서 1985년 5월 19일부터 1987년 2월 22일까지 방영한 주간드라마 작품이다.

## 출연진
- 김인문 : 정경조 역

경상남도 남해군 당소면 당소리 이장.
- 나문희 : 남기숙 역

정경조 당소리 이장의 부인. 경남 의령댁.
- 김영옥 : 최소영 역

당소리 갯마을 정경조 이장댁 가정부. 자식 없는 과부 출신(경남 양산 원동댁)인데, 훗날 장재창의 후처(2번째 부인)로 재혼.
- 김기일 : 장재창 역

인숙 아버지. 이장댁 세입자. 첫 부인을 병으로 인하여 상배한 농기계 수리공. 훗날 최소영과 재혼.
- 김도연 : 장인숙 역

장재창의 외동딸. 이장댁 세입자.
- 박영태 : 남정호 역

정경조 당소리 이장의 아직 결혼 아니한 손아랫처남.
- 정성모 : 정한식 역

정경조 당소리 이장의 장남. 원숭이띠. 한재의 형. 진임의 큰오빠.
- 정선일 : 정한재 역

정경조 당소리 이장의 차남. 쥐띠. 1981년 2월 경상남도 창원농공업전문대학 농기계학과 전문학사 나온, 공군 사병 병장 전역 후 1986년 1월 연초 당시 경상남도 남해군 지역의 늦깎이 경기도 수원경제대학교 86학번 경제학과 3학년 27세 편입학생. 훗날 1986년 1월 16일 경기도 수원 유학 떠남.
- 이미연 : 정진임 역

정경조 당소리 이장의 막내딸. 돼지띠. 1984년 3월 여중 1학년 때부터 장학생으로 사립 인문계 경상남도 창원의산여자중학교 진학 직후 창원 하숙집 자취방 생활.
- 김상순 : 고맹창 역

경상남도 남해군 당소면 면장.
- 유명옥 : 서구자 역

고맹창 당소면 면장의 부인. 경남 고성 개천댁.
- 윤순홍 : 고순걸 역

당소면 고맹창 면장의 2남 2녀 중 첫째 아들(셋째). 창원 타지 하숙 생활 및 유학 중에, 1986년 2월, 23세 당시 경상남도 창원공업대학교 산업공학과 3학년 2학기 수료 및 휴학 후 1986년 4월, 창원 하숙 생활 잠시 접고, 동생(고성욱)과 함께 제주도 제주 공군 사병 동반 입대.
- 이정훈 : 고성욱 역

당소면 고맹창 면장의 2남 2녀 중 막내 아들(넷째). 마산 타지 하숙 생활 및 유학 중에, 1986년 2월, 21세 당시 경상남도 마산토성전문대학 기계학과 1학년 2학기 수료 및 휴학 후 1986년 4월, 마산 하숙 생활 잠시 접고, 형(고순걸)과 함께 제주도 제주 공군 사병 동반 입대.
- 박일 : 송의엽 역

광섭 아버지. 훗날 1986년 3월 경상남도 창원 이사.
- 오미연 : 선담재 역

광섭 어머니. 강원도 삼척 하장댁. 훗날 1986년 3월 경상남도 창원 이사.
- 유선애 : 송병섭 역

광섭이 누나. 1985년 3월 여고 때부터 장학생으로 사립 인문계 경상남도 창원의산여자고등학교 진학 직후 창원 하숙집 자취방 생활. 훗날 18세 여고 2학년 때(1986년 3월)부터 경상남도 창원 이사.
- 김동수 : 송광섭 역

송의엽 내외의 막내아들. 누나와 3살 터울. 1985년 3월 중학교 때부터 장학생으로 사립 경상남도 창원한엽중학교 진학 직후 창원 하숙집 자취방 생활. 훗날 15세 중학교 2학년 때(1986년 3월)부터 경상남도 창원 이사.
- 박상조 : 백여준 역

문기 아버지. 부농가의 후손으로, 경상남도 산청군에서 태어나 경상남도 밀양군 군청 1차 순환 공직에 1년 6개월 있다가 온 1년 1개월간 경상남도 남해군청 2차 순환 근무 공무원. 1986년 8월 경상남도 통영군 군청 마지막 3차 순환 전보 및 이주.
- 최은숙 : 강장숙 역

문기 어머니. 경남 밀양댁. 1년 1개월간 경남 남해 당소면 당소리 갯마을 동네에 이방인(?)으로 거류했었던 여타 시골 동네 부인.
- 조현철 : 백문기 역

말띠생인데 경상남도 산청군에서 태어나 만6세 남짓 되던 때(1984년 1월)에 경상남도 밀양군으로 잠시 이주하였고, 1985년 3월 당시 경상남도 밀양군에서 초등학교를 입학하여 이어 이후 같은해 1985년 7월 당시 1학년 2학기부터 1년 1개월간 경남 남해 전학 생활 후, 이듬해 1986년 8월 당시의 2학년 여름 방학 때 경남 통영 여타 학교에 전학 떠나는 이로, 시골 군청 공직자 아버지의 자제.
- 양일민 : 백목화 역

문기 할아버지. 경상남도 산청 부농가 대주. 첫 상배 후 재혼.
- 김지영 : 성민서 역

문기 새할머니. 백목화의 재혼 계배 부인. 경남 창녕댁.
- 송경철 : 백여돈 역

문기 숙부. 문기 할아버지 백 영감(백목화)의 셋째아들. 1985년 12월 22일 결혼 두 달 후 1986년 2월 15일 경남 남해 당소면 갯마을에 잠시 방문.
- 이숙 : 허계오 역

문기 숙모. 경상북도 경산 하양댁. 1985년 12월 22일 결혼 두 달 후 1986년 2월 15일 갯마을에 잠시 방문.
- 조형기 : 백여원 역

문기 배다른 큰삼촌. 문기 할아버지 백 영감(백목화)의 넷째아들.
- 박찬환 : 백여풍 역

문기 배다른 막내삼촌. 문기 할아버지 백 영감(백목화)의 슬하 5남 3녀(8남매) 중 막내아들(5남).
- 전운 : 강병희 역

문기 외할아버지. 경상남도 밀양 부농가 대주. 첫 상배 후 재혼.
- 서권순 : 조순애 역

문기 새외할머니. 강병희의 재혼 계배 부인. 경남 하동댁.
- 김호영 : 강준영 역

문기 큰외숙부. 문기 외할아버지 강 영감(강병희)의 장남. 강장숙의 친정 오빠.
- 서영애 : 한주현 역

문기 큰외숙모. 전라남도 여수댁.
- 김환교 : 강건호 역 (아역: 김주철 → 김세영)

문기 외종사촌 외종형. 문기 외할아버지 영감(강병희)의 친장손. 1986년 7월 당시 고등학교 3학년 19세.
- 이윤성 : 강한숙 역 (아역: 장하예라 → 최정화)

문기 외종사촌 누나. 문기 외할아버지 강 영감(강병희)의 친장손녀. 1986년 7월 당시 초등학교 4학년 11세.
- 이건주 : 강준태 역

문기 막내 배다른 외삼촌. 문기 외할아버지 강 영감(강병희)의 슬하 5남 4녀(9남매) 중 막내(5남). 1986년 7월 당시 6세.